# Beffu-et-le-Morthomme
Beffu-et-le-Morthomme és un municipi francès situat al departament de les Ardenes i a la regió del Gran Est. L'any 2007 tenia 72 habitants.

## Demografia

### Població
El 2007 la població de fet de Beffu-et-le-Morthomme era de 72 persones. Hi havia 20 famílies de les quals 12 eren parelles sense fills i 8 parelles amb fills.
La població ha evolucionat segons el següent gràfic:
Habitants censats

### Habitatges
El 2007 hi havia 27 habitatges, 22 eren l'habitatge principal de la família, 2 eren segones residències i 3 estaven desocupats. 26 eren cases i 1 era un apartament. Dels 22 habitatges principals, 18 estaven ocupats pels seus propietaris, 3 estaven llogats i ocupats pels llogaters i 1 estava cedit a títol gratuït; 2 tenien dues cambres, 2 en tenien tres, 3 en tenien quatre i 15 en tenien cinc o més. 16 habitatges disposaven pel capbaix d'una plaça de pàrquing. A 10 habitatges hi havia un automòbil i a 10 n'hi havia dos o més.

### Piràmide de població
La piràmide de població per edats i sexe el 2009 era:
| Homes | Edats   | Dones |
| ----- | ------- | ----- |
| 0     | 95 o +  | 0     |
| 4     | 90 a 94 | 0     |
| 4     | 85 a 89 | 0     |
| 0     | 80 a 84 | 0     |
| 0     | 75 a 79 | 8     |
| 0     | 70 a 74 | 0     |
| 0     | 65 a 69 | 0     |
| 0     | 60 a 64 | 0     |
| 0     | 55 a 59 | 0     |
| 0     | 50 a 54 | 0     |
| 12    | 45 a 49 | 0     |
| 0     | 40 a 44 | 4     |
| 0     | 35 a 39 | 4     |
| 0     | 30 a 34 | 0     |
| 8     | 25 a 29 | 0     |
| 0     | 20 a 24 | 4     |
| 4     | 15 a 19 | 4     |
| 0     | 10 a 14 | 0     |
| 0     | 5 a 9   | 4     |
| 4     | 0 a 4   | 0     |

## Economia
El 2007 la població en edat de treballar era de 37 persones, 25 eren actives i 12 eren inactives. Les 25 persones actives estaven ocupades(17 homes i 8 dones).. De les 12 persones inactives 5 estaven jubilades, 1 estava estudiant i 6 estaven classificades com a «altres inactius».
Activitats econòmiques
Dels 2 establiments que hi havia el 2007, 1 era d'una empresa de construcció i 1 d'una empresa de comerç i reparació d'automòbils.
L'únic servei als particulars que hi havia el 2009 era un paleta.
L'any 2000 a Beffu-et-le-Morthomme hi havia 8 explotacions agrícoles que ocupaven un total de 615 hectàrees.

## Poblacions més properes
El següent diagrama mostra les poblacions més properes.